# Yasmin Fahimi
Yasmin Fahimi (Hannover, 25 dicembre 1967) è una sindacalista e politica tedesca che presiede la Confederazione sindacale tedesca (DGB) dal 2022.
Dal 2017 al 2022 Fahimi è stata membro del Bundestag tedesco. Da gennaio 2014 al dicembre 2015 è stata segretario generale del Partito socialdemocratico (SPD).

## Biografia
Fahimi è nata ad Hannover. Suo padre iraniano è morto in un incidente d'auto prima che lei nascesse; sua madre è tedesca. La famiglia di sua madre viene dalla Prussia orientale ed è fuggita durante la seconda guerra mondiale. Fahimi ha un fratello maggiore nato a Teheran. La madre di Fahimi, impiegata presso il Ministero della Giustizia, ha cresciuto i bambini da sola. Yasmin ha studiato chimica all'Università di Hannover dal 1989 al 1998.
Tra il 1998 e il 2014, Fahimi ha lavorato a vario titolo presso IG Bergbau, Chemie, Energie. Dal 2012 è stata anche fondatrice e membro del consiglio di amministrazione dell'Innovationsforum Energiewende, un gruppo che riunisce sindacati e aziende del settore energetico e delle industrie ad alta intensità energetica.

## Attività politica
Fahimi è membro del Partito socialdemocratico dal 1984. È stata membro del consiglio esecutivo federale dell'organizzazione giovanile del partito e dal 2009 al 2013 vicepresidente dell'SPD ad Hannover.
In una conferenza speciale del partito il 26 gennaio 2014 Fahimi è stata eletta con l'88,5% dei voti Segretario generale dell'SPD sotto il presidente del partito Sigmar Gabriel, e quindi successore di Andrea Nahles. Alla fine del 2015, Gabriel l'ha sostituita con Katarina Barley.
Dal 2016 al 2018, Fahimi è stato Segretario di Stato presso il Ministero federale del lavoro e degli affari sociali sotto la guida del ministro Andrea Nahles. In tale veste ha curato le attività del ministero in materia di sicurezza e salute sul lavoro; sicurezza per la vecchiaia; questioni riguardanti le persone con disabilità; si è occupata anche di occupazione internazionale e politica sociale (comprese le relazioni con l'Organizzazione internazionale del lavoro).

### Membro del parlamento tedesco, 2017–2022
Nel novembre 2016, Fahimi ha annunciato che si sarebbe candidata per un seggio parlamentare alle elezioni nazionali del 2017. È stata eletta per il distretto di Stadt Hannover II. Nel Bundestag, ha fatto parte della commissione per l'istruzione, la ricerca e la valutazione tecnologica. In qualità di membro supplente della Commissione Affari Esteri, è stata relatrice del suo gruppo parlamentare sui rapporti con l'America Latina, i Caraibi, la Spagna, il Portogallo, l'Italia e Malta. Oltre ai suoi incarichi di commissione, dal 2018 ha presieduto il gruppo di amicizia parlamentare tedesco-brasiliano. All'interno del gruppo parlamentare SPD, appartiene alla sinistra parlamentare, un movimento di sinistra.
Dal 2018 è presidente dell'associazione distrettuale AWO di Hannover. Inoltre, è membro del Senato dell'Associazione tedesca per la ricerca industriale Konrad Zuse.
Nelle elezioni federali del 26 ottobre 2021 è stata nuovamente eletta direttamente al Bundestag nel suo collegio elettorale di Hannover II con il 32,9% dei voti. Lì è stata membro della commissione per l'istruzione, la ricerca e la valutazione tecnologica e membro supplente della commissione per il lavoro e gli affari sociali e della commissione per gli affari esteri.
Nei negoziati per formare una cosiddetta coalizione a semaforo di SPD, Green Party e Free Democratic Party (FDP) dopo le elezioni federali del 2021, Fahimi ha fatto parte della delegazione del suo partito nel gruppo di lavoro sulla politica del lavoro, co-presieduta da Hubertus Heil, Katharina Dröge e Johannes Vogel.

## Attività sindacale

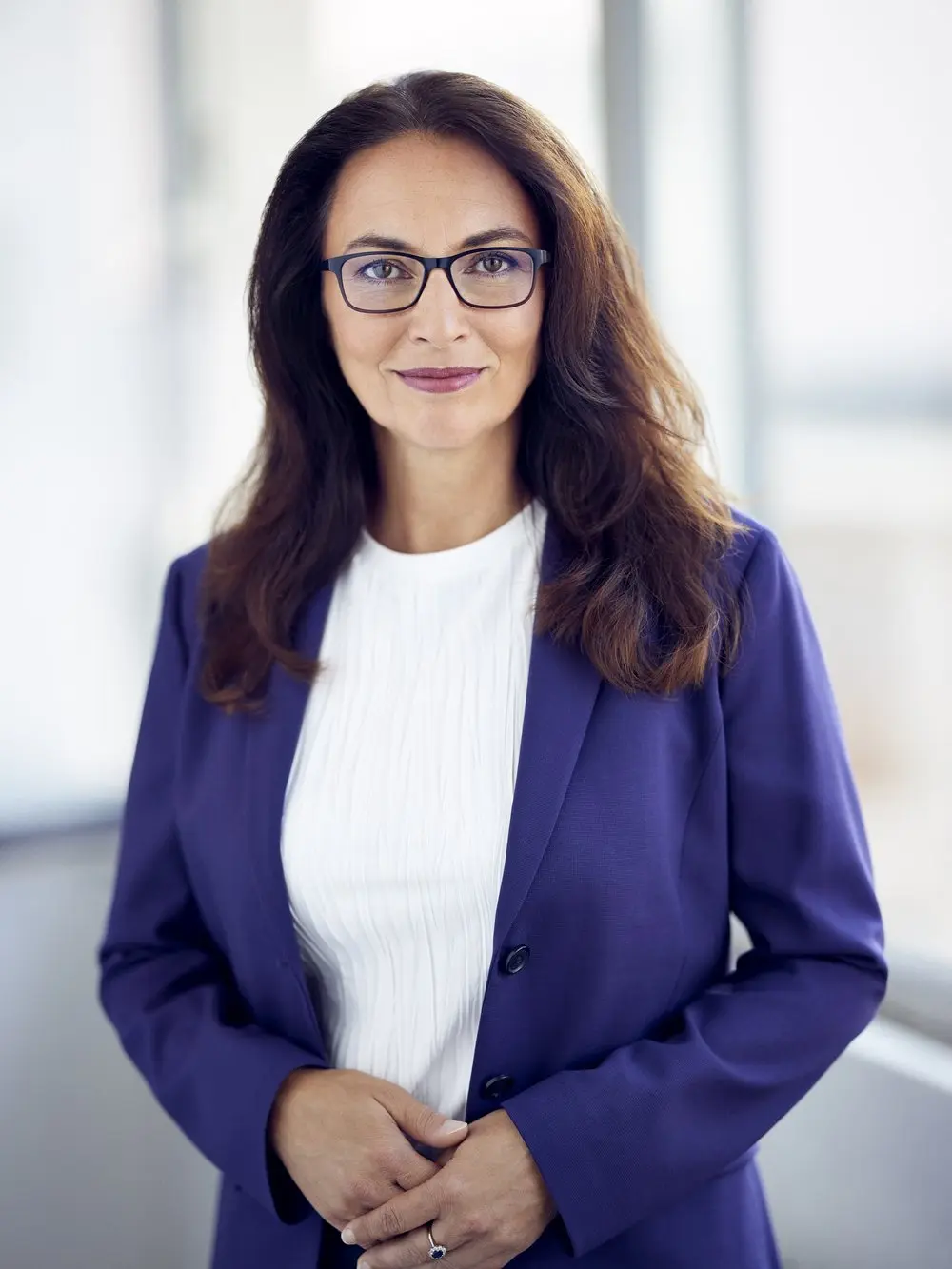
Yasmin Fahimi nel 2022

### Presidente della DGB, 2022-presente
Nel 2021 la Confederazione tedesca dei sindacati (DGB) cercava una donna per presiedere l'organizzazione. Il partner di Fahimi, Michael Vassiliadis, capo di IG Bergbau, Chemie, Energie, si è reso disponibile per l'incarico ma alla fine è stato contrastato da ver.di , uno dei principali sindacati della DGB. Infine, Fahimi ha riscosso grande consenso da parte di tutti i sindacati. È stata nominata nel gennaio 2022 come nuovo presidente della DGB con il 93,23%. È subentrata a Reiner Hoffmann, presidente del DGB dal 2014 al 2022. Fahimi è la prima donna a presiedere il DGB. Dopo la sua elezione a presidente della DGB, Fahimi si è dimessa dal suo mandato al Bundestag il 30 maggio 2022.
Nel nuovo incarico, Fahimi si è espressa contro un significativo aumento dei fondi per la Bundeswehr dopo l'attacco russo all'Ucraina nel 2022, in quanto ciò potrebbe "accendere nuove provocazioni". Fahimi ha parlato di un "riarmo incontrollato". Nel dibattito sui prezzi elevati del gas, si è espressa subito a favore di un tetto massimo del prezzo del gas per proteggere i consumatori dagli alti costi energetici.
Fahimi ha anche preso una posizione netta contro l'innalzamento dell'età pensionabile a 70 anni. Dovrebbe essere possibile lavorare volontariamente più a lungo, ma ciò non deve consentire abusi da parte dei datori di lavoro.